# Divine
Harris Glenn Milstead, más conocido por su nombre artístico Divine (Baltimore, 19 de octubre de 1945 - Los Ángeles, 7 de marzo de 1988), fue un actor, icono LGBT y cantante estadounidense de carácter versátil, conocido sobre todo por su caracterización como drag queen en la película de 1972 Pink Flamingos, personaje que le dio amplio éxito y reconocimiento en el ambiente musical y en el cine independiente. Su fama provino principalmente de sus apariciones en los filmes del reconocido director John Waters. Debutó en los últimos años de la Época Dorada de Hollywood.
Después de protagonizar el papel principal en la siguiente película de Waters, Female Trouble (1974), Divine pasó al teatro, apareciendo en varias actuaciones de vanguardia junto al colectivo drag de San Francisco, The Cockettes. A esto le siguió una actuación en la obra de Tom Eyen Women Behind Bars y su secuela, The Neon Woman. Continuando con su trabajo cinematográfico, protagonizó dos películas más de Waters, Polyester (1981) y Hairspray (1988), la última de las cuales representó su avance en el cine convencional y por la que fue nominado al Independent Spirit Award al Mejor Actor de Reparto . Independientemente de Waters, también apareció en varias otras películas, como Lust in the Dust (1985) y Trouble in Mind (1985), buscando diversificar su repertorio interpretando papeles masculinos. En 1981, Divine se embarcó en una carrera en la industria disco produciendo una serie de pistas Hi-NRG , la mayoría de las cuales fueron escritas por Bobby Orlando. Logró éxito en las listas internacionales con éxitos como " You Think You're a Man ", " I'm So Beautiful" y " Walk Like a Man", todos interpretados vestido de drag.
Descrita por la revista People como la "Drag Queen del siglo", Divine ha seguido siendo una figura de culto , particularmente dentro de la comunidad LGBTQ, y ha servido de inspiración para personajes de ficción, obras de arte y canciones. También se han producido varios libros y documentales dedicados a su vida, entre ellos Divine Trash (1998) y I Am Divine (2013).

## Biografía

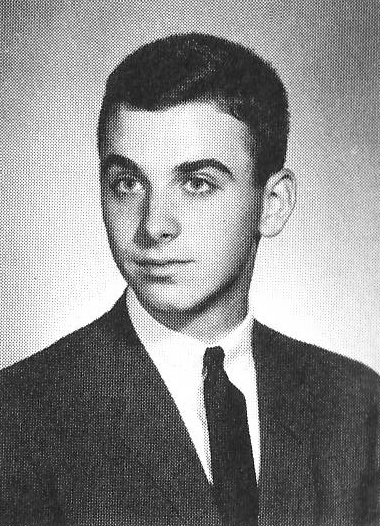
Glenn Milstead en 1963.

Hijo de Bernard y Diana Frances Milstead, Divine nació el 19 de octubre de 1945 en Towson, Maryland. A la edad de 12 años, sus padres tomaron la decisión de mudarse a Lutherville, un suburbio del condado de Baltimore, donde fue creciendo, y cuya residencia familiar se ubicaba a tan solo seis casas de un niño de la edad de Harris, llamado John Waters, quien se convirtió en su amigo de infancia.

### Carrera
Fue John Waters quien le dio el sobrenombre Divine, lo convirtió en su musa y se encargó de crearle papeles escandalosos que protagonizar. Comenzó su carrera como actor formando parte del equipo de actores y modelos llamado Dreamlanders. Este término proviene del nombre de la productora de John Waters, Dreamland Productions. Participó en películas como Pink Flamingos, Female Trouble, Polyester y Hairspray,  todas bajo la dirección de su amigo, así como en un western atípico, Lust in the Dust (1985), junto a Cesar Romero y Tab Hunter.
En el año 1980 comienza a trabajar en la industria de la música y aunque a menudo tuvo dificultades para publicar discos en Estados Unidos, logró un sensacional éxito en Europa y Australia. Sus canciones dance y electropop fueron producidas por Bobby Orlando. Su máximo éxito fue el sencillo «You Think You're A Man», producido por Stock, Aitken & Waterman para su sello Proto Records, que llegó a ocupar el #16 en el Reino Unido. Este tema fue grabado en 1987 por la banda escocesa The Vaselines. Realizó giras y presentaciones en algunas partes del mundo. Durante esa misma década era invitado frecuente en programas de entrevistas y televisión. En 1984 logra reunir a más de 10 000 personas con el DJ Patrick Miller en el Hotel de México.
Debutó en los últimos años del Cine clásico de Hollywood y en el último período de su carrera actoral trabajaría en tres películas: Trouble in Mind, Hairspray y Out of the Dark, sin presentarse en el papel de drag queen.
Divine fue perseverante, deseaba con todas sus fuerzas ser famoso y lo logró, participando en sus inicios en  películas de bajo presupuesto y sin apoyo alguno de los medios de comunicación mainstream fue una estrella que logró un cambio en la cultura pop del siglo XX.

### Vida personal
Su historia es la de un tipo capaz de revolucionar el mundo del drag, desafiando para ello las normas de género, las convenciones culturales y las nociones preconcebidas de belleza. Además, no le hizo falta integrarse a los derechos del colectivo LGTBI ni interesarse por el activismo político para inspirar a varias generaciones de jóvenes y adultos, ya que no se consideraba activista. Era muy raro verlo hablando públicamente sobre política; aun así, Divine tuvo una gran contribución para la visibilización de los homosexuales. Fue un sujeto atrevido, quien en su momento decidió tomar todas esas cosas por las que era atacado y ofendido para así, con humor, sacar provecho de ellas y enfrentarse a cualquiera que se le pusiera enfrente.
Sin embargo, su carrera comenzó a cobrarle factura: Divine libró una dura batalla para vencer sus adicciones e inseguridades y luchó contra las normas de una industria cinematográfica temerosa, poco arriesgada a innovarse y con tendencia a encasillar a los actores. Fue un joven rebelde que pasó años enemistado con sus padres, pero logró reconciliarse a tiempo con ellos para compartir con ellos sus éxitos y fracasos profesionales. Sus principales preocupaciones eran sus relaciones personales, por su aumento de peso y por sus dificultades económicas.

### Muerte

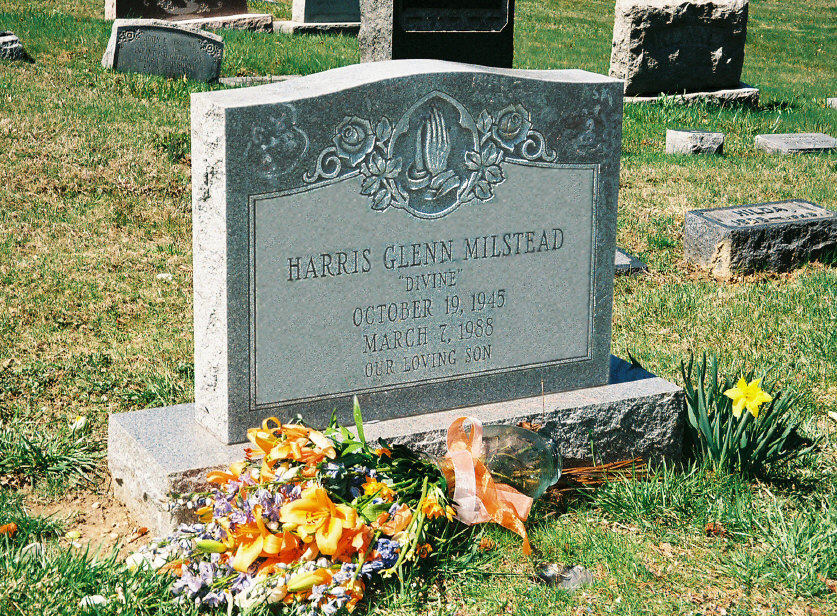
Tumba de Harris Glenn Milstead, en Towson, Maryland.

En 1988, fue elegido para participar de la serie televisiva Married... with Children, transmitida por Fox, cuando dicho canal lideraba en audiencia. Inesperadamente, mientras dormía, murió a los 42 años de miocardiopatía hipertrófica (cardiomegalia). Los productores de la serie mandaron a su entierro flores con una tarjeta muy cómica que decía: «Si no querías hacer el show, podrías haberlo dicho antes».[cita requerida]
Su funeral tuvo lugar en su ciudad natal, y asistieron miles de personas. El reverendo Leland Higginbotham, quien presidió el cortejo fúnebre, dijo:

Glenn nació antes que los derechos civiles, antes que los derechos de los homosexuales y los derechos de la mujer. Dios no quiere a personas fotocopiadas por una máquina Xerox. La tragedia consiste en que Glenn fue directamente arrancado justo cuando se estaba convirtiendo en quien realmente era y el mundo nunca verá cómo aquella flor podría haberse revelado.
Reverendo Leland Higginbotham, marzo de 1988, Baltimore, Maryland.

### Legado

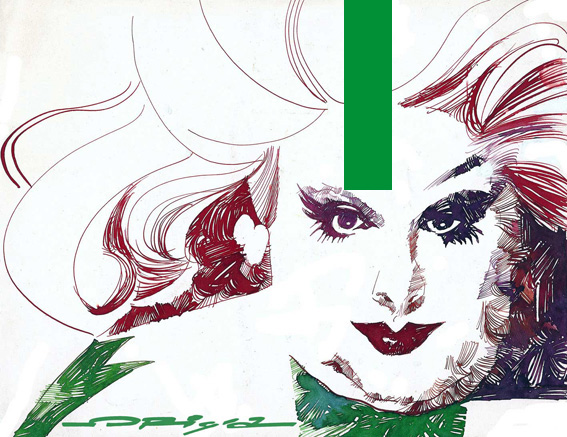
Divine.

El legado de Divine es una inspiración para la nueva generación de transformistas y drag queens y para los mismos productores de PWL; su aspecto salvaje, sus expresivos gestos y su innegable talento siguen atrayendo a nuevos fans. Muchos de los códigos heterodoxos que conforman la cultura queer contemporánea, como los que se pueden apreciar en RuPaul's Drag Race, no serían iguales sin la influencia liberadora, catártica e incorrecta de Divine. La figura de Divine inspiró al personaje antagónico de Úrsula de la película animada de Disney La sirenita (1989).

## Filmografía
- Roman Candles (1966)
- Eat Your Makeup (1968)
- The Diane Linkletter Story (1969)
- Mondo Trasho (1969)
- Multiple Maniacs (1970)
- Pink Flamingos (1972)
- Female Trouble (1974)
- Underground and Emigrants (1976) (documental)
- Tally Brown, New York (1979) (documental)
- The Alternative Miss World (1980) (documental)
- Polyester (1981)
- Lust in the Dust (1984)
- I Wanna Be a Beauty Queen (1985) (documental)
- Divine Waters (1985) (documental)
- Trouble in Mind (1985)
- The Fruit Machine (1988) (soundtrack)
- Hairspray (1988)
- Out of the Dark (1989, estreno póstumo)

## Sencillos
| Año  | Título                          | Posiciones | Posiciones | Posiciones | Posiciones | Posiciones | Posiciones | Posiciones | Posiciones | Álbum              |
| Año  | Título                          | AUS        | AUT        | GER        | NLD        | NZ         | SWI        | US Dance   | UK         | Álbum              |
| ---- | ------------------------------- | ---------- | ---------- | ---------- | ---------- | ---------- | ---------- | ---------- | ---------- | ------------------ |
| 1981 | "Born to Be Cheap"              | —          | —          | —          | —          | —          | —          | —          | —          | Sencillo sin álbum |
| 1982 | "Native Love (Step by Step)"    | —          | —          | —          | 28         | —          | —          | 21         | —          | The Story So Far   |
| 1983 | "Shoot Your Shot"               | —          | 9          | 15         | 7          | —          | 8          | 39         | —          | The Story So Far   |
| 1983 | "Love Reaction"                 | —          | —          | 55         | 25         | —          | —          | —          | 65         | The Story So Far   |
| 1983 | "Shake It Up"                   | —          | —          | 26         | 13         | —          | —          | —          | 82         | The Story So Far   |
| 1984 | "You Think You're a Man"        | 8          | —          | 32         | —          | 27         | 9          | —          | 16         | The Story So Far   |
| 1984 | "I'm So Beautiful"              | —          | —          | 38         | —          | 48         | —          | —          | 52         | The Story So Far   |
| 1984 | "T Shirts and Tight Blue Jeans" | —          | —          | —          | —          | —          | —          | —          | —          | Sencillo sin álbum |
| 1985 | "Walk Like a Man"               | 75         | —          | 52         | —          | —          | 28         | —          | 23         | Maid in England    |
| 1985 | "Twistin' the Night Away"       | —          | —          | —          | —          | —          | —          | —          | 47         | Maid in England    |
| 1985 | "Hard Magic"                    | —          | —          | —          | —          | —          | —          | —          | 87         | Maid in England    |
| 1987 | "Little Baby"                   | —          | —          | —          | —          | —          | —          | —          | —          | Maid in England    |
| 1987 | "Hey You!"                      | —          | —          | —          | —          | —          | —          | —          | —          | Maid in England    |

## Discografía
- My First Album (1982)
- Jungle Jezebel (1982)
- The Story So Far  (1984, Proto)
- Maid In England (1988)
- The Best Of & The Rest Of (1989) (compilación)
- The 12" Collection (1993) (compilación)
- Born To Be Cheap (1995) (en vivo)
- Shoot Your Shot (1995)
- The Originals And The Remixes (1996) (2 CD compilación)
- The Best Of Divine (1997) (compilación)

Producidos por Bobby Orlando y a partir de 1984 por el trío de productores de PWL Stock, Aitken & Waterman.

### Comparación
- Se le compara a la canción «You Think You're A Man» con «You Spin Me Round (Like a Record)» de los Dead or Alive, grabada en 1985 por los mismos productores antes mencionados.